# Vanilla Ice
Vanilla Ice, właściwie Robert Matthew Van Winkle (ur. 31 października 1967 w Dallas) – amerykański raper i aktor, który największe triumfy święcił w latach 90. za sprawą swojego przeboju „Ice Ice Baby”, opartym na motywie utworu „Under Pressure” zespołu Queen i Davida Bowiego, za który w 1991 otrzymał People’s Choice Award.

## Życiorys

### Wczesne lata
Urodził się w Dallas w stanie Teksas jako syn Camilli Beth „Mino” (z domu Dickerson), nauczycielki muzyki i pianistki. Jego ojciec opuścił matkę, jeszcze przed jego narodzeniem, gdy była w ciąży. Nie poznał nigdy swojego prawdziwego ojca, do papierów wpisano mu nazwisko holenderskiego mężczyzny, Williama Basila Van Winkle’a, z którym wówczas była związana jego matka. Kiedy Van Winkle miał cztery lata, jego matka się rozwiodła i wyjechała z synem do Miami na Florydę. Tam zainteresował się hip-hopem. Jego nowy ojczym pracował w salonie samochodowym. Uczęszczał do R.L. Turner High School w Carrollton. Mając 13 lat przyłączył się do grupy czarnoskórych breakdancerów i otrzymał przydomek „Vanilla”, ze względu na kolor skóry.

### Kariera
Pod pełnym pseudonimem scenicznym Vanilla Ice zaczął występować biorąc udział we freestyle’owych zawodach na słowa. Po powrocie do Teksasu założył grupę The Vanilla Ice Posse. Był jednym z niewielu białych raperów odnoszących sukcesy. Swój debiutancki album Hooked wydał w 1989 w wytwórni Ichiban Records. Jego kariera nabrała rozpędu dopiero po podpisaniu kontraktu z SBK Records, należącej do firmy płytowej EMI.
2 lipca 1990 został wydany na singlu utwór „Ice Ice Baby”, który napisał w wieku 16 lat i który zapewnił raperowi ogólnoświatową sławę. Przebój pochodzący z debiutanckiego albumu był pierwszym w historii hip-hopowym utworem, któremu udało się dotrzeć do pierwszego miejsca prestiżowego notowania Billboard Hot 100. Tylko w USA singiel rozszedł się w nakładzie ponad mln egzemplarzy, pokrywając platyną, podobnie jak w Wielkiej Brytanii, gdzie sprzedał się w ilości ponad 600 tys. kopii. Piosenka była też nominowana do nagrody Grammy w kategorii najlepszy utwór hip-hopowy, ale została jednocześnie umieszczona na piątym miejscu rankingu VH1 „50 najlepszych złych piosenek w historii”. 3 września 1990 ukazał się album To the Extreme, wypromowany przez Death Row Records, który sprzedano w ilości 15 milionów egzemplarzy na całym świecie. Na początku lat 90. był rzecznikiem Nike i Coca-Coli. W styczniu 1991 gościł w Saturday Night Live. Trafił też na okładkę magazynu „Bravo”. Pojawił się w filmie Wojownicze Żółwie Ninja II: Tajemnica szlamu (1991).
Za główną rolę Johna „Johnny’ego” Van Owena w muzycznej komedii Cool as Ice (1991) zebrał negatywne opinie krytyków filmowych, zdobywając Złotą Malinę jako najgorszy nowy gwiazdor. W 1992 wziął udział w erotycznej sesji zdjęciowej do książki Madonny pt. Sex. Przebył trzyletnią trasę koncertową po świecie. W marcu 1994 wydał album pt. Mind Blowin, który okazał się komercyjną klapą i doprowadził do bankructwa wytwórnię SBK.
Niepewny przyszłej kariery zaczął pracować jako sprzedawca nieruchomości, założył także wytwórnię płytową i wstąpił do grunge’owej grupy Pickin Scabz, co skłoniło go do zmiany stylu wykonywanej muzyki – odtąd chciał wykonywać hip-hop bazujący na gitarowych podkładach. Jego kolejne płyty: Hard to Swallow (1998), Bi-Polar (2001) i Platinum Underground (2005), nie odniosły sukcesu na listach i nie były też emitowane w radiu. Jednocześnie kontynuował karierę aktorską, występując w komediach: Wiedźma hip-hopu (Da Hip Hop Witch, 2000), Nowy (The New Guy, 2002), parodii Matrixa – The Helix...Loaded (2005) jako Theo, Big Money Rustlas (2010), The Ridiculous 6 (2015) jako Mark Twain. W 2013 za występ w komedii Spadaj, tato (That’s My Boy, 2012) u boku Adama Sandlera był nominowany do Złotej Maliny jako najgorszy aktor drugoplanowy.
W 2011 wydał album pt. W.T.F. (Wisdom, Tenacity And Focus) z materiałem stanowiącym połączenie hip-hopu, muzyki elektronicznej oraz country, techno i reggae. Jesienią 2016 uczestniczył w 23. edycji programu rozrywkowego ABC Dancing with the Stars. 4 stycznia 2019 ogłoszono, że Dave Franco zagra rolę Ice’a w biograficznym filmie o raperze.

## Życie prywatne
Był związany z Brigitte Nielsen, Rowanne Brewer (1988), Connie Hamzy (1990) i Madonną (1991-92). Van Winkle zaczął brać twarde narkotyki – heroinę i kokainę. W 1991 został aresztowany w Los Angeles za grożenie użyciem broni bezdomnemu, który chciał sprzedać mu srebrny łańcuszek. Sędzia ostatecznie jednak nie postawił mu żadnych zarzutów. 4 lipca 1994 próbował popełnić samobójstwo przez przedawkowanie narkotyków, w ostatniej chwili został jednak uratowany przez przyjaciół.
Po przeżyciu próby samobójczej, zmienił swój styl muzyczny i styl życia. Porzucił świat show biznesu i poświęcił się jeździe na nartach i rajdach motocyklowych. W 1996 poznał swoją przyszła żonę – Laurę Giarittę, z którą ożenił się 30 marca 1997. Mają dwie córki: Dusti Rain (ur. 1998) i KeeLee Breeze (ur. 2000). W 2001 na Florydzie został aresztowany za uderzenie żony w twarz w wyniku kłótni, w jaką para wdała się w trakcie jazdy po drodze międzystanowej 595; zeznał wtedy, że pociągnął żonę za włosy, aby zapobiec wyskoczeniu przez nią z jadącego samochodu. Cztery miesiące później sąd skazał go na karę więzienia w zawieszeniu, brał udział w sesjach terapii rodzinnej z udziałem psychologów. W 2008 został ponownie aresztowany za pobicie żony; wyszedł już po kilku godzinach po tym jak małżonka zeznała, że była to jedynie kłótnia na słowa. W październiku 2016, po 19 latach małżeństwa doszło do rozwodu.

## Dyskografia
- To the Extreme (1990)
- Extremely Live (1991)
- Mind Blowin (1994)
- Hard to Swallow (1998)
- Bi-Polar (2001)
- Platinum Underground (2005)
- WTF (2011)